# François Scheffer
François Scheffer (Luxemburg, 1 juli 1766 - aldaar, 9 september 1844) was een Luxemburgs politicus. Hij diende vier termijnen als burgemeester van de stad Luxemburg, met een totale ambtstermijn van eenentwintig jaar.
Begin 1844 werd hij benoemd tot Commandeur in de Orde van de Eikenkroon.
Scheffer was gehuwd met Anne Barbe Marguerite Seyler. Samen hadden ze vier kinderen, die evenwel alle vier op jonge leeftijd overleden zijn. Scheffer overleed op 78-jarige leeftijd en werd begraven op de Cimetière Notre-Dame in Luxemburg-Stad. Er is een straat in het Luxemburgs stadsdeel Limpertsberg vernoemd naar Scheffer (de Allée Scheffer).